# Representante Especial del Secretario General para la infancia y conflictos armados
La figura de Representante Especial del Secretario General para la infancia y los conflictos armados ostenta la responsabilidad principal en Naciones Unidas para la protección y el bienestar de los niños y niñas afectados por los conflictos armados. Desde abril de 2017 la Representante Especial del Secretario General para la infancia y conflictos armados es Virginia Gamba.

## Historia
En 1996, Graça Machel, designada como experta independiente por el Secretario General de las Naciones Unidas, presentó a la Asamblea General su informe titulado Repercusiones de los conflictos armados sobre los niños (A/51/306). Este informe apuntaba hacia el establecimiento de la Oficina del Representante Especial del Secretario General para la Cuestión de los Niños y los Conflictos Armados.
El mandato de Representante Especial del Secretario General para la infancia y los conflictos armados se estableció en 1997 por la Asamblea General de Naciones Unidas en su resolución 51/77.  En agosto de 1997 fue designado Representante Especial el político y diplomático ugandés Olara Otunnu, que asumió el puesto el 1 de septiembre de 1997.
Desde 1999, el Consejo de Seguridad de las Naciones Unidas ha colocado la protección de los niños afectados por los conflictos armados en el centro de su agenda para la paz y la seguridad internacionales.

## Violaciones graves que afectan a la infancia en tiempos de conflicto
- El reclutamiento o utilización directa en la guerra
- La matanza y mutilación
- La violencia sexual
- Los ataques a las escuelas y hospitales
- El secuestro de niños y niñas
- La denegación de acceso humanitario

## Estructura
La Oficina de Representante Especial no cuenta con una presencia sobre el terreno sino que promueve y apoya los esfuerzos de sus colaboradores operacionales.
Desde su creación en 1997 han asumido el puesto de Representantes Especiales:
- 1997 - 2005 Olara Otunnu[4]
- 2006 - 2012 Radhika Coomaraswamy[5]
- 2012 - 2017 Leila Zerrougui
- 2017 -  Virginia Gamba

## Misión
- Actuar como voz moral y defensa independiente de la protección y el bienestar de los niños y las niñas afectados por los conflictos armados;
- Proponer ideas y métodos que mejoren la protección de los niños y niñas afectados por los conflictos armados y promueve la adopción de una respuesta más concertada en este ámbito;
- Promover los derechos y la protección de los niños y niñas afectados por los conflictos armados, dándoles prominencia y realizando una labor de concienciación al respecto;
- Función propiciadora llevando a cabo iniciativas humanitarias y diplomáticas que faciliten la labor que realizan los agentes operacionales en el terreno en relación con la infancia y los conflictos armados.[6]

## Países y conflictos críticos
En 2016 Leila Zerrougui, al frente de la Representante Especial del Secretario General denunció las operaciones aéreas en varias situaciones de conflicto en la que muchos menores resultaron muertos o fueron mutilados. Asimismo, la Representante afirmó que también se han utilizado cada vez más grupos armados y milicias aliados con los Estados para luchar en apoyo de las fuerzas gubernamentales, en algunos casos reclutando y utilizando a niños y niñas.
En el Afganistán, se registró el mayor número de niños muertos y heridos desde que las Naciones Unidas empezaron a documentar sistemáticamente las bajas civiles en 2009. En Siria, miles de menores han muerto a lo largo de más de cinco años de guerra.  En Somalia, el número de violaciones contra menores registradas aumentó en un 50%. En Sudán del Sur fueron especialmente brutales las ofensivas militares contra las fuerzas de la oposición.
En el informe del Secretario General de 2015 se destacó la actividad por el secuestro de menores Al-Shabaab (Somalia), Boko Haram (Nigeria), el ERS (República Centroafricana y República Democrática del Congo), el EIIL (Irak) y los talibanes (Afganistán).

## Campaña  “Niños, No Soldados”
El 6 de marzo de 2014 La Representante Especial del Secretario General de Naciones Unidas para la infancia en conflictos armados, Leila Zerrougui, y el director ejecutivo de UNICEF, Anthony Lake, lanzaron una nueva iniciativa para acabar con el reclutamiento y uso de menores por parte de los ejércitos.Los países incluidos en la campaña originalmente fueron Afganistán, Birmania, Chad, República Democrática del Congo (RDC), Somalia, Sudán del Sur, Sudán y Yemen.

## Documentos
- Repercusiones de los conflictos armados sobre los niños. Informe de Graça Machel (1996)
- Los niños y los conflictos armados. Informe del Secretario General de la ONU en 2016
- Nigeria: First Report on Children and Armed Conflict Details Violations Suffered by Children as a Result of Boko Haram’s Insurgency and Ensuing Conflict. Informe mayo de 2017